# Guévié-Zinkomey
Guévié-Zinkomey est un quartier du 1er arrondissement de la commune de Porto-Novo localisé dans le département de l'Ouémé au sud-est du Bénin.

## Histoire et Toponymie

### Histoire
Guévié-Zinkomey devient officiellement un quartier du 1er arrondissement de la commune de Porto-Novo le 06mars 2015 à la suite de la loi N°2015-01  modifiant et complétant la loi N°2013-05 du 27mai 2013 portant création, organisation, attribution et fonctionnement des unités administratives locales en république du Benin.

## Population
Selon le recensement général de la population et de l'habitation de 2013 conduit par l'institut national de la statistique et de l'analyse économique (INSAE), Guévié-Zinkomey compte 194 ménages  et 759 habitants.